# Placotrochides
Placotrochides is een geslacht van neteldieren uit de klasse van de Anthozoa (bloemdieren).

## Soorten
- Placotrochides cylindrica Cairns, 2004
- Placotrochides frustum Cairns, 1979
- Placotrochides minuta Cairns, 2004
- Placotrochides scaphula Alcock, 1902